# 毛泰時
毛泰時（1597年6月27日—1667年3月1日）和名讀谷山親方盛泰，號肖岳，琉球國毛氏座喜味殿内的系祖。護佐丸的後裔，琉球毛氏豐見城殿內五世毛繼祖的兒子。母親向氏。泰時於萬曆二十五年（1597年）丁酉五月十三日生。萬曆三十七年，得到里之子的爵位。四十一年，獲賜黃冠。天啟二年，任豐見城間切保榮茂地頭職。崇禎元年，作為使節慶賀崇祯帝朱由檢登極的慶賀使出使大明。翌年三月從水路出發，由福建進入大陸。至崇禎四年六月才回到琉球。其後擔任各地的地頭。康熙六年丁未二月七日逝世，時年七十一。他的兒子毛思禮早卒，毛思義繼承他的座喜味殿內。